# Kik Pierie
Kik Pierie (nascut el 20 de juliol de 2000) és jugador de futbol professional neerlandès d'origen estatunidenc que juga com a defensa central pel SBV Excelsior de l'Eredivisie.

## Carrera
L'abril de 2019 va ser anunciat que Pierie s'uniria a l'AFC Ajax durant l'estiu de 2019, havent signat un contracte de cinc anys amb l'entitat. El traspàs pagat al SC Heerenveen es diu que va ser d'almenys 4 milions d'euros.

## Vida personal
El seu pare era un jugador d'hoquei anomenat Jean-Pierre Pierie, que actualment és professor de Cirurgia Endoscòpica a la University Medical Center Groningen. Quan Kik va nàixer, Jean-Pierre treballava a l'Escola de Medicina Harvard. Els seus germans menuts Take (al SC Heerenveen) i Stijn Pierie (al LAC Frisia) són també futbolistes.